# Loi de l'effet
 (septembre 2024).
Si vous disposez d'ouvrages ou d'articles de référence ou si vous connaissez des sites web de qualité traitant du thème abordé ici, merci de compléter l'article en donnant les références utiles à sa vérifiabilité et en les liant à la section « Notes et références ».
La loi de l'effet est un des principes qui gouvernent l'apprentissage par conditionnement opérant. La loi de l'effet postule qu'une réponse est plus susceptible d'être reproduite si elle entraîne une satisfaction pour l'organisme et d'être abandonnée s'il en résulte une insatisfaction. En d'autres termes, si la connexion « situation–réponse » est suivie d’un état de satisfaction (donc la récompense) le comportement appris a plus de chance d'être reproduit. Cette loi a été formulée en 1911 par Edward Thorndike. Ainsi, plus la force de connexion est forte, plus  la probabilité de la produire va augmenter.   